# Montana Møbler
Montana Møbler er et dansk møbelfirma, som blev grundlagt af Peter J. Lassen i 1982. Montana producerer ud over reolsystemer til opbevaring også skabe, borde og spejle, samt stole herunder Panton One stolen (tidligere Tivoli Stolen) af Verner Panton. Montana Reolsystem og øvrige Montana modulsystemer er designet af Peter J. Lassen. Montanas bord- og stoleserier er designet af Arne Jacobsen, Verner Panton, Andreas Hansen, Peter J. Lassen, Joakim Lassen, schmidt hammer lassen design samt Salto & Sigsgaard. Far og søn, Peter og Joakim Lassen, har sammen designet flere af Montanas produkter - ofte i samarbejde med Montanas designteam og eksterne designere.

## Koncept og kendetegn
Inden Peter J. Lassen grundlagde Montana Møbler A/S arbejdede han tæt sammen med arkitekterne Arne Jacobsen, Jørn Utzon, Piet Hein og Verner Panton. Alt design og produktion af Montana foregår i Danmark, hvor 160 medarbejdere i Haarby på Fyn arbejder. Da produktionen startede i 1982 var produktionsarealet på 500 m2, i dag er det over 19.000 m2.
Siden 2009 har Montana haft showroom og marketing- og udviklingsafdeling i Pakhus 48 i Københavns Frihavn. Herudover har Montana showroom i Stockholm, Oslo og på Design Post i Køln.
Montanas største markeder er Skandinavien, Schweiz, Benelux og Tyskland,[kilde mangler] hvor Montana har egen salgsorganisation. På de øvrige eksportmarkeder varetages salget af agenter.
I dag er Peter J. Lassen medlem af bestyrelsen og Joakim Lassen, der kommer fra stillingen som kreativ direktør i Montana, er tiltrådt stillingen som administrerende direktør, 1. marts 2015.
Montana uddeler hvert år Montanas Litteraturpris til en talentfuld ung forfatter.